# Withee, Wisconsin
Withee là một làng thuộc quận Clark, tiểu bang Wisconsin, Hoa Kỳ. Năm 2006, dân số của làng này là 508 người.